# Chotówka (Ukraina)
Chotówka (ukr. Хотівка) – wieś na Ukrainie w rejonie krzemienieckim należącym do obwodu tarnopolskiego.